# Gatunek 2
Gatunek 2 (ang. Species II) – amerykański horror z 1998 roku. Sequel filmu Gatunek z 1995 roku.

## Opis fabuły[2]
Astronauta Patrick Ross, powraca na Ziemię po udanej wyprawie na Marsa. Zaczyna zauważać u siebie zmiany. Okazuje się, że na Marsie został zakażony i w jego organizmie rozwija się obca istota. Wkrótce Ross staje się siejącym śmierć potworem. Władze i naukowcy próbują schwytać Patricka. By go odnaleźć postanawiają stworzyć istotę podobną do Sil (bohaterki filmu Gatunek). Z jej DNA tworzą Eve, która ma ich doprowadzić do Patricka.

## Obsada
- Justin Lazard: Patrick Ross
- Michael Madsen: Press Lenox
- Natasha Henstridge: Eve
- Marg Helgenberger: doktor Laura Baker
- Mykelti Williamson: Dennis Gamble
- George Dzundza: pułkownik Carter Burgess Jr
- James Cromwell: senator Judson Ross
- Myriam Cyr: Anne Sampas
- Sarah Wynter: Melissa
- Baxter Harris: doktor Orinsky
- Scott Morgan: Harry Sampas